# Marius Wolf
Marius Wolf (Coburgo, 27 de maio de 1995) é um futebolista profissional alemão que atua como lateral-direito e ponta-direita. Atualmente está no Augsburg.

## Carreira
Marius começou a carreira no Nürnberg em 2011. Um ano depois, Marius foi para o TSV München, que subiu o jogador para o profissional em 2014. Dois anos depois, o Hannover 96 contratou o jogador por um milhão e meio de euros. Em 2017, Marius foi emprestado ao Eintracht Frankfurt por um ano e meio.

## Títulos
Eintracht Frankfurt
- Copa da Alemanha: 2017–18

Borussia Dortmund
- Supercopa da Alemanha: 2019